# Henrietta Lacks
Henrietta Lacks   (Roanoke, 1 d'agost de 1920 - Baltimore, 4 d'octubre de 1951) (a vegades coneguda erròniament com a Henrietta Lakes, Helen Lane o Helen Larson) va ser una dona afroamericana que va viure a la primera meitat del segle XX i que, de manera involuntària, tindria un paper essencial en la recerca biomèdica posterior. Henrietta va morir a causa d'un càncer cervical i les cèl·lules del tumor, preses sense el seu coneixement, van ser l'origen de la línia cel·lular immortal HeLa, desenvolupada per George Otto Gey a l'Hospital Johns Hopkins de Baltimore.

## Biografia

### Primers anys de vida (1920–1940)
Henrietta Lacks va néixer com a Loretta Pleasant el 1r d'agost del 1920 a Roanoke, Virgínia. Els seus pares eren Eliza (1886-1924) i John Randall Leasant (1881-1969). Els seus descendents no saben el perquè del canvi de noms de Loretta a Henrietta, en vida es feia anomenar amb el diminutiu d'Hennie. La seva mare Eliza va morir a la naixença del seu desè fill el 1924, per la qual cosa el pare, John Pleasant, pujar la família. John feia de guardafrens en les ferrovies.

### (1941–1950)
Henrietta va créixer amb els avis a Clover, Virginia.
Henrietta Pleasant es va casar amb el seu cosí David "Day" Lacks (1915-2002) a Halifax, Virginia. David s'havia mudat de casa dels avis d'Henrietta quan ella hi va arribar a l'edat de 4 anys. Henrietta i David es van unir el 1941, després del naixement de dos fills, sorprenent molta gent de la família, puix que ambdós s'havien criat com a germans.
Després de convèncer David de migrar cap al nord a la recerca de treball, Henrietta s'hi va traslladar el 1943. David va trobar ocupació en la drassana de Sparrows Point, Maryland, ocupà una casa en Dundalk, Maryland. Aquesta comunitat era una de les més grans i més joves de les comunitats afroamericanes del Comtat de Baltimore, Maryland.
El matrimoni Lacks va tenir cinc fills: Lawrence (n. 1935), Elsie (n. 1939), David "Sony" Jr. (n. 1947), Deborah (n. 1949) i Joseph (n. 1950, que després s'anomenaria Zakariyya Bari Abdul Rahman). Joseph, el darrer fill d'Henrietta, va néixer en l'Hospital Johns Hopkins al novembre de 1950, tan sols quatre mesos abans que diagnostiquessin càncer a Henrietta. Elsie, que era descrita per la família com a "diferent" i "sordamuda", va morir a l'Hospital Estatal de Crownsville el 1955. Molts anys després, la família s'assabentaria que l'Elsie hi va sofrir violacions i li van perforar clots en el cap per a dur a terme experiments. Elsie havia estat internada al voltant de 1950, més o menys en les mateixes dates en què Henrietta descobria que tenia inflamacions i sagnament inusual.

### Diagnòstic i mort (1951)
El 1r de febrer de 1951 després d'un viatge de curació per pòlio a la Ciutat de Nova York (d'acord amb Michael Rogers del Detroit Free Press, Rolling Stone i Rebecca Skloot) Lacks hauria consultat en l'Hospital Johns Hopkins a causa d'un dolorós embalum en el coll uterí i un vessament de sang a la vagina. Aquest dia li va ser diagnosticat càncer cervical i l'aparença de la tumor era diferent de qualsevol abans vist pel ginecòleg examinador, Dr. Howard Jones; aquest fundaria amb la seva esposa Georgeanna el Jones Institute for Reproductive Medicine a l'Escola de Medicina de Virgínia de l'Est a Norfolk, Virginia.
Abans d'encetar el tractament contra el tumor li van ser extretes cèl·lules del carcinoma amb finalitats d'investigació sense el coneixement o consentiment d'Henrietta Lacks; aquesta situació era normal en aquest temps. En la seva segona visita vuit dies més tard, el Dr. George Otto Gey va prendre una altra mostra del tumor i en va guardar una part. En aquesta mostra tenen el seu origen les cèl·lules HeLa.
Lacks va ser tractada amb radioteràpia durant diversos dies, un tractament comú per a aquests tipus de càncers en 1951. Lacks va tornar per a continuar el tractament de raigs X. Però el seu estat va empitjorar i els metges de l'Hospital Hopkins la van tractar amb antibiòtics, pensant que el seu problema podria complicar-se per una malaltia venèria (tenia neurosífilis i presentava gonorrea aguda). Amb una forta dolor i sense millorança, Lacks va tornar a l'Hospital Hopkins demandant de ser-hi admesa el 8 d'agost, hi romangué fins a la seva mort. Encara que rebia tractament i transfusions de sang, va morir el 4 d'octubre del 1951 per insuficiència renal, a l'edat de 31 anys. Una autòpsia parcial posterior va mostrar que el càncer havia fet metàstasis a altres parts del cos. Henrietta Lacks va ser sepultada sense làpida en un cementiri familiar en Lackstown. El seu lloc exacte de la sepultura no es coneix, encara que la seva família creu que és a poca distància de la tomba de la seva mare.

## Llegat
A la primeria de la dècada de 1970 la família rebia peticions d'investigadors que volien mostres de sang de la família per a conèixer la genètica de la família. La família va serb sorpresa quan es va assabentar de les cèl·lules retirades a Henrietta. Ningú més en la família tenia els trets que fan úniques les seves cèl·lules.
Les cèl·lules de la tumor d'Henrietta van ser donades a l'investigador George Otto Gey, que va descobrir que les cèl·lules d'Henrietta feien alguna cosa que ell mai havia vist: aquestes es mantenien vives i creixien. Gey va anomenar la mostra "HeLa" per les lletres inicials del nom d'Henrietta Lacks. Aquestes van ser les primeres cèl·lules humanes que podien desenvolupar-se en un laboratori i que eren "immortals" (no morien després d'algunes divisions cel·lulars), i podien emprar-se per a fer molts experiments. Això va representar un enorme avanç per a la investigació mèdica i biològica. D'acord amb el periodista Michael Rogers, la creixença de les cèl·lules HeLa portada per un investigador a l'hospital va ajudar a crear-ne 10,000, que va permetre de crear la cura de la poliomielitis poc després de la mort de la Lacks. Cap al 1954, Jonas Salk utilitzava l'HeLa per a crear una vaccí contra la poliomielitis. Per a provar el nou vaccí de Salk les cèl·lules van ser posades ràpidament en producció massiva en la primera producció "industrial" de cèl·lules. La demanda de cèl·lules HeLa va créixer ràpidament.
Les cèl·lules d'Henrietta han estat enviades a científics de tot el món per a investigacions sobre càncer, sida, els efectes de la radiació i substància tòxiques, mapatge genètic i un nombre incomptable de finalitats científiques. Les cèl·lules HeLa han estat emprades per a fer recerques sobre la sensibilitat humana a veta adhesiva, cola, cosmètics i molts altres productes. Els científics han produït 20 tones de cèl·lules d'HeLa, si bé encara no han descobert per què les cèl·lules HeLa són tan particulars. Hi ha més d'11,000 patents que impliquen les cèl·lules HeLa.
El 1996, l'Escola de Medicina Morehouse d'Atlanta i el batlle d'Atlanta, Geòrgia van reconèixer tardanament a la família d'Henrietta Lacks per les seves contribucions pòstumes. La seva vida fou commemorada pels residents de l'Estació Turners pocs anys després de la commemoració de l'Escola Morehouse. Una resolució del congrés en honor seva va ser presentada per Robert Ehrlich poc després de la primera commemoració d'Henrietta, la seva família i les seves contribucions a la ciència en l'estació Turners.
El 1998, el documentari d'una hora de la BBC Modern Times: The Way of All Flesh sobre Lacks i HeLa dirigit per Adam Curtis va guanyar el premi al millor documentari sobre ciència i naturalesa (Best Science and Nature Documentary) en el Festival de Cinema Internacional de San Francisco.
També han estat commemorats diverses personalitats en l'Estació Turner per les seves contribucions incloent Mary Kubicek, l'ajudant de laboratori que va descobrir que les cèl·lules HeLa sobrevivien fora del cos humà, així com el Dr. Gey i la seva esposa la infermera Margaret Gey, qui després de 20 anys d'intents van aconseguir que cèl·lules fossin capaces de créixer fora del cos humà. Gey diria als mitjans que "qui estudiï aquestes cèl·lules vencerà el càncer".
Rebecca Skloot en el seu llibre el 2010 The Immortal Life of Henrietta Lacks (La Vida Immortal d'Henrietta Lacks) documenta tant la història de la línia cel·lular HeLa, com la de la família Lacks. David Lacks, el marit d'Henrietta, va ser enterrat poc abans de la seva mort el 2002. Les sospites alimentades per qüestions racials, freqüents en el Sud, van ser adobades per qüestions de classe i educació. D'altra banda, els membres de la família Lacks mai van ser assabentats de l'existència de la línia cel·lular, i quan la seva existència va ser revelada, es van mostrar sorpresos de com les cèl·lules d'Henrietta van ser preses sense el seu consentiment i de com aquestes podien estar encara vives 60 anys després de la seva mort.
A la primeria dels anys 1970, esclatà un escàndol entre investigadors cel·lulars, com relata Michael Gold en el seu llibre "a Conspiracy of Cells". Richard Nixon volia ser recordat com el president que va vèncer el càncer. Per això proposà als investigadors de la Unió Soviètica la "lluita conjunta contra el càncer" mitjançant el bescanvi de material genètic de cèl·lules canceroses.
L'expert Walter Nelson-Rees comprovà que del material intercanviat eren sempre de les cèl·lules HeLa, suposadament de teixits de diferents pacients. Nelson-Rees provà diferents laboratoris al món i reconegué que a tot el món les cèl·lules HeLa havien contaminat altres línies cel·lulars: les cèl·lules HeLa són un èxit permanent, i s'escampen per tots costats, "ho cobreixen tot".
Amb l'ajuda de la línia de cultivació de cèl·lules HeLa, s'ha creat el vaccí contra la poliomielitis, les primeres cèl·lules híbrides entre ésser humà i ratolí. A més del desenvolupament del medicament Herceptin® contra el càncer de mama. Amb l'ajuda de les cèl·lules HeLa, s'han creat teràpies gèniques i medicaments per a tractar malalties com la malaltia de Parkinson i la leucèmia. Es calcula que d'ençà de la creació de la línia de cèl·lules HeLa, s'han produït aproximadament 50 tones de material cel·lular.
La història d'Henrietta Lacks mostra els qüestionaments legals i ètics que afronta la recerca sobre la biomedicina.